# BINGO PARTY PHOENIX
『BINGO PARTY PHOENIX』（ビンゴパーティーフェニックス）は、セガ（後のセガ・インタラクティブ）のメダルゲームで、ビンゴゲームとして1996年に発売された。
ビンゴパーティーシリーズの3作目である。

## 概要
筐体中央部に抽選メカのカプセルがあり、1から20までの番号が書かれたボール20個とスペシャルボール(以下SPと略す)1個・計21個が入っている。抽選機構の両側に各5席のサテライトがあり、そこでゲームを行う。
カードが2枚あり、設定枚数以上BETすると参加となる。
BETタイム中はボールと同じ色のみ明かされており、番号はBETタイム終了と同時に表示される。
BETタイムが終了するとフィーチャーとしてカードのどこかに最高3個フリースポットとなる(フリースポットがつかない場合もある)。

この作品の最大の特徴として、『同じ番号が複数の場所にあること』である。これにより、1球目でビンゴすることも可能である。
SPは任意の番号の代わりとなり、5球目抽選直前まで選択することができる。
4球目終了時までにSPを用いたビンゴが成立する場合、プレイヤーが選んだ番号に関わらず自動的にビンゴとなる。
ビンゴするとそのカードはそこでゲーム終了となり、8球抽選し終わると配当が貰える。1枚のカードで複数列ビンゴしても表示されている枚数しか貰えない。
2枚のカードが同時にビンゴした場合は表示の2倍貰える。
また、ゲーム数の下一桁が0のゲームの場合のみ、パーティーゲームとなり、全サテライトの中で一番早くビンゴさせたサテライトが、表示されている枚数を獲得できるという特別ルールで行われる。
参加料はカード1枚につき10枚で、1サテライトにつき2枚まで参加できる。2枚参加すると賞金が10枚増える。（＝店は損をしない）
複数のサテライトで同時にビンゴすると賞金は山分けになる。8球を抽選してもビンゴが出なかった場合は全員没収である。
パーティーゲーム時のSPは、どの番号にも割り当てる事が出来ない(1回分の抽選が無駄になってしまう)。
1ゲームに8球抽選される。前半4球の抽選が完了すると、カプセルは一旦停止し、逆回転する(この時、BGMも変化する)。
但しパーティービンゴの場合、いずれかのサテライトでビンゴした時点でゲーム終了となる。
10枚BET時の配当(工場出荷時設定)
- 1球目　500枚
- 2球目　150枚
- 3球目　80枚
- 4球目　40枚
- 5球目　25枚
- 6球目　18枚
- 7球目　14枚
- 8球目　12枚

前作のMULTICARDからキットを使い移行することができたが、池袋GIGOなど一部の店舗ではなぜかMULTICARDへ戻したところもある。
ルールが前作に比べ複雑だったことが影響しているのか、この後のセガのビンゴマシンとしては1997年登場のビンゴプラネットへ移行したロケーションを除き、シリーズとしては2002年のBINGO PARTY SPLASHまで待たねばならなかった。
そのBINGO PARTY SPLASHと入れ替わる形で撤去されることも多かったため、現在でも稼動している店舗は少ない。